# Baguim do Monte
Baguim do Monte ist eine Gemeinde im Norden Portugals. Zusammen mit der Gemeinde Rio Tinto bildet sie die Stadt (Cidade) Rio Tinto.
Baguim do Monte gehört zur Metropolregion von Porto (Grande Porto) und ist u. a. in das Stadtbahnnetz des Großraum Portos eingebunden, die Linie F der Metro do Porto führt hierher.

## Geschichte
Vermutlich gab es eine vorgeschichtliche Besiedlung dieses Gebietes mindestens seit der Jungsteinzeit, wie insbesondere die mutmaßliche Siedlung der Castrokultur nahelegt, auf deren Hügel die heutige Gemeindekirche Igreja de São Brás steht.
Die heutige Siedlung entstand im Verlauf der mittelalterlichen Reconquista, als das Gebiet durch den Grafen Hermenegildo Guterres (auch Hermenegildo Guiterrez, *842, † nach 912) neu besiedelt wurde. Sie war Teil der Gemeinde Rio Tinto
König D. Afonso Henriques gab das 1062 gründete Nonnenkloster von Rio Tinto 1141 der Äbtissin D. Hermezinda Guterres aus der Familie des Ortsgründers Guterres und machte den Ort zum Verwaltungssitz. Das Kloster verlor später an Bedeutung und wurde 1535 mit dem Kloster São Bento da Ave Maria in Porto zusammengelegt. 1735 sind noch Arbeiten vermerkt, 1758 ist es bereits als verfallend registriert.
Mit der Ankunft der Eisenbahnlinie Linha do Minho 1875 nahm auch die langsam einsetzende Entwicklung und Verstädterung Rio Tintos Fahrt auf. Ein bis heute anhaltendes Wachstum setzte ein.
Am 11. Juli 1985 wurde Baguim do Monte eine eigenständige Gemeinde, durch Ausgliederung aus der Gemeinde Rio Tinto, mit der sie zusammen weiterhin das Stadtgebiet Rio Tintos bildet.

## Verwaltung
Baguim do Monte ist eine Gemeinde (Freguesia) des Kreises (Concelho) von Gondomar im Distrikt Porto. Die Gemeinde besitzt eine Fläche von 5,5 km² und hat 14.386 Einwohner (Stand 19. April 2021).
Die Gemeinde besteht aus keiner ganzen Ortschaft, sondern nur aus einem Teil der Stadt Rio Tinto, zusammen mit der Gemeinde Rio Tinto bildet sie diese Stadt.

## Söhne und Töchter
- Manuel de Santa Inês (1762–1840), liberaler Geistlicher, 1833 Bischof von Porto
- Fernando Rocha (* 1975), Schauspieler und Fernsehmoderator, populärer Comedian
- André Silva (* 1995), portugiesischer Fußballnationalspieler

Das Gesangsduo Broa de Mel stammt aus Baguim do Monte.